# Game Dev Tycoon
Game Dev Tycoon est un jeu vidéo de simulation sorti le 10 décembre 2012. Dans ce jeu, le joueur est chargé de développer et d'éditer des jeux vidéo. Game Dev Tycoon est inspiré de Game Dev Story (développé par Kairosoft). Game Dev Tycoon a été créé par Greenheart Games, un studio fondé en juillet 2012 par deux frères : Patrick et Daniel Klug.

## Système de jeu

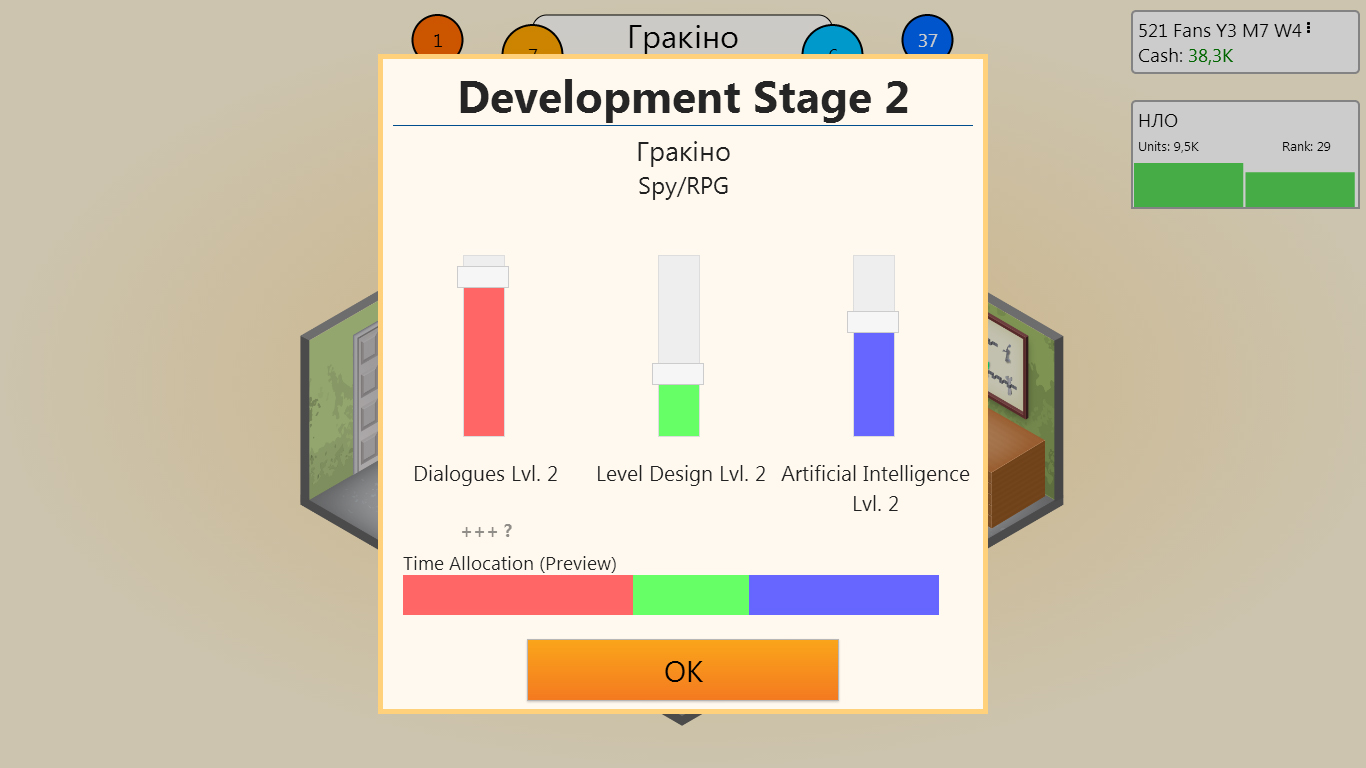
Capture d'écran du jeu.

Le joueur commence dans un garage au début des années 1980, au cours de l'âge d'or des jeux d'arcade sans employés, peu d'argent, et des choix limités pour la création de son premier jeu. De nouveaux jeux sont créés, de nouvelles options sont disponibles, le premier moteur de jeu est construit, les compétences de développement de jeu du personnage s'améliorent.
Après avoir gagné plus d'un million de crédits (monnaie du jeu), le joueur pourra emménager dans un bureau et commencer à recruter du personnel. Celui-ci a la possibilité d'assister à des expositions de conception de jeux vidéo, de développer une base de fans, et de voler les secrets commerciaux de ses concurrents. Il est également possible de mener des recherches qui permettront au studio de s'adapter et d'améliorer les moteurs de jeux à venir, de diverses manières, et de construire des jeux plus spécialisés.
Après un certain temps et de nouveaux succès, il est possible de se déplacer dans de grands bureaux, embaucher plus d'employés, et développer des jeux encore plus sophistiqués et même de concevoir sa propre machine de jeu.

## Réception
Le jeu a reçu des critiques positives qui se concentrent principalement sur son rapport qualité-prix et son évolution historique à travers ces 30 dernières années de l'histoire du développement de jeux.  L'International Business Times lui a donné le score de 9/10. Il reçoit aussi le score de 7.9 sur Metacritic par les joueurs mais uniquement 68/100 par la presse.

### Un système anti-piratage original
Les développeurs du jeu ont implémenté un système unique contre le piratage. Patrick Klug, fondateur du studio, savait que le jeu serait présent sur les réseaux Peer To Peer. Celui-ci a donc délibérément envoyé une version du jeu sur les sites de partages illégaux. Cette version permet de jouer à l'intégralité du jeu mais au bout d'un laps de temps, le studio virtuel est condamné à faire faillite car les clients piratent massivement ses jeux vidéo. Le joueur reçoit alors le message suivant :

« Patron, il semble que beaucoup de monde joue à notre nouveau jeu mais ils téléchargent une version illégale de celui-ci au lieu de l'acheter légalement. Si les joueurs n'achètent pas les jeux qu'ils aiment, nous ferons tôt ou tard faillite. »

— Greenheart Games, Game Dev Tycoon
Finalement, le joueur ayant piraté le jeu voit son studio perdre de l'argent progressivement jusqu'à la faillite.
Pour les personnes ayant achetés le jeu (légalement), un mode pirate a été créé pour pimenter le jeu en ajoutant a peu près ceci et en faisant que les jeux se vendait moins a cause du piratage.